# 알베르트 귄터
알베르트 카를 루트비히 고틸프 귄터(독일어: Albert Karl Ludwig Gotthilf Günther, 1830년 10월 3일~1914년 2월 1일)는 독일 태생의 영국의 동물학자, 어류학자, 그리고 양서파충류학자였다. 귄터는 340종 이상의 파충류가 기록된 두 번째로 생산성이 높은 파충류 분류학자로 평가받고 있다(조르주 알베르 불랑제에 이어).